# Margareta Dockvil
Margareta Dockvil, var en svensk hattmakare. 
Som änka efter en ålderman i hattmakarämbetet ärvde hon hans burskap. Hon var en av hattmakarskråets fyra representanter som tillkallades inför Kommerskollegium i augusti 1673 för att tillsammans med hattstofferarnas skrå lösa den lånvariga konflikten mellan de två närliggande och jämnstora skråna hattmakare och hattstofferare i Stockholm. 
Överläggningarna slutade med seger för hattmakarna, som av kollegiet fick tillstånd att sälja hattar styckvis, dessutom i öppna bodar, något som förut varit reserverat för hattstofferarna. I november fick hattmakarna dessutom tillstånd att tillverka stoffer (detaljer, prydnader) till sina egna hattar. 
Besluten innebar ett svårt slag mot hattstofferaryrkets överlevnad. 
Dockvil spelade personligen en stor roll i denna reform. I juli 1673 klagade hon ensam inför Kommerskollegium över att magistraten inte ville tillåta henne att bygga en bod vid Skeppsholmen. Borgmästare Jean de la Vallée tillkallades men gav henne endast tillstånd att disponera en av stadens bodar under Mickelsmäss. Dockvil svarade att hon inte kunde försörja sig som änka eftersom hattstofferarna inte längre ville leverera till henne efter makens död. Kollegiet körde då över borgmästaren och gav henne tillstånd att sätta upp en egen bod och både stoffera (smycka) och sälja sina egna hattar från egen bod. Detta blev ett precedensfall som sedan lade grunden för skråreformen senare samma år. 